# Gifford (Caroline du Sud)
Pour les articles homonymes, voir Gifford.
Gifford est une ville située dans le comté de Hampton, dans l’État de Caroline du Sud, aux États-Unis. Lors du recensement de 2020, elle comptait 257 habitants.